# Allentamento quantitativo
In politica monetaria, con allentamento quantitativo (o alleggerimento quantitativo o facilitazione quantitativa; sovente anche con la locuzione inglese quantitative easing, in sigla QE) si designa una delle modalità non convenzionali eterodosse e ultraespansive con cui una banca centrale interviene sul sistema finanziario ed economico di uno Stato, per aumentare la moneta a debito in circolazione.

## Storia
Uno schema finanziario "circolare" analogo al quantitative easing era già stato utilizzato negli Stati Uniti, Italia e Germania durante la Seconda guerra mondiale: lo Stato emetteva titoli di debito che erano acquistati dall'industria militare (di proprietà pubblica), il ricavato era reso dallo Stato per acquistare armamenti, e l'industria militare reinvestiva a sua volta i profitti nell'acquisto di titoli.
L'allentamento quantitativo è stato adottato da alcune banche centrali, come la BCE nel 2015, e prima ancora in altri Paesi, come Giappone (2006), Stati Uniti e Regno unito (2008), principalmente per contrastare l'inflazione eccessivamente bassa.
L'Unione europea prevede tale strumento di politica monetaria nel proprio ordinamento.

## Descrizione
Le banche centrali usualmente agiscono sull'economia di uno Stato manovrando i tassi d'interesse (costo del denaro) con cui concedono moneta alle banche (nell'eurozona prima del 1999 il tasso d'interesse praticato dalla banca centrale alle banche era noto con il termine tasso ufficiale di sconto). Quando ciò non è sufficiente, può iniziare ad usare uno strumento di politica monetaria più penetrante come l'allentamento quantitativo.
In maniera simile alle politiche di bilancio pubbliche di uno Stato, esistono due tipi di politica monetaria, le politiche monetarie espansive e le politiche monetarie restrittive; l'allentamento quantitativo rientra nel primo caso ed è tradizionalmente classificato dagli economisti come una politica monetaria ultra-espansiva.
I passi fondamentali per la realizzazione di un allentamento quantitativo dell'economia sono:
1. l'emissione di nuova moneta da parte della banca centrale di riferimento (la BCE nel caso europeo, la FED nel caso statunitense);
2. l'immissione della nuova moneta sul mercato tramite l'acquisto di titoli (titoli di Stato, titoli finanziari, titoli tossici);
3. il conseguente aumento del prezzo dei titoli e riduzione del loro rendimento[8];
4. nei casi in cui il rendimento dei titoli pubblici sia agganciato a quello dei tassi d'interesse bancari, questo produce un abbattimento degli interessi bancari, che in ultima istanza permette la riduzione nel medio periodo dei mutui, dei debiti delle famiglie verso le banche e di altri tipi di scoperto finanziario;[9]

Il risultato finale è una riduzione del valore reale dei debiti delle famiglie verso gli istituti finanziari e una loro conseguente maggior propensione alla spesa, che può portare ad un aumento netto dei consumi, che in ultima istanza può determinare una crescita maggiore nel medio periodo.
Una banca centrale può ricorrere all'alleggerimento quantitativo per il salvataggio di un istituto di credito:
- per "monetizzare" alti livelli di deficit pubblico, favorendo la ripresa dei consumi di beni e servizi, e del reddito, attraverso la spesa pubblica;
- per eliminare dal mercato e dai bilanci delle banche "titoli tossici" con elevati gradi di rischio o con bassa remunerazione;
- per evitare il default finanziario di uno Stato membro con titoli a basso profilo di rischio-rendimento che, senza la garanzia finale della BCE, nessun investitore istituzionale è altrimenti disposto a rinnovare a scadenza;
- per fornire liquidità al sistema quando le banche non prestano denaro a famiglie e imprese che subiscono una stretta creditizia;
- per sostenere o "pompare" i corsi azionari, prestando denaro a tassi prossimi allo zero a banche e investitori che operano sul mercato, denaro che non resta nei depositi presso la stessa banca centrale, né si riversa in investimenti e consumi intermedi nell'economia reale, e dalla struttura dei tassi (o dal prestito stesso, di tipo vincolato) è indirizzato verso le Borse Valori a creare una domanda artificiale di determinati titoli;
- per finanziare la spesa pubblica in investimenti degli Stati membri, tramite l'acquisto di un tipo particolare di bond (simili ai Tremonti bond) con l'obiettivo di finanziare la costruzione di grandi opere pubbliche per riassorbire la disoccupazione e rilanciare la crescita, con infrastrutture civili e militari;
- per mantenere l'inflazione a livelli minimi “ideali” (intorno al 2%) ed evitare che la caduta dei prezzi li conduca sotto il costo unitario variabile di produzione, determinando perdite e fallimenti delle imprese.

L'alleggerimento quantitativo tende ad aumentare in modo controllato l'inflazione e a rivalutare gli asset per chi ne è già in possesso, e così inevitabilmente acuisce il divario tra ricchi e poveri, se questi effetti sociali non sono compensati da una adeguata politica fiscale, per mantenere stabile la redistribuzione e concentrazione della ricchezza.
Negli Stati Uniti, se l'iniezione di liquidità nel sistema ha un effetto al di fuori delle Borse Valori, con un'inflazione prossima alla soglia critica del 2%, gli operatori finanziari attendono un ritocco - quasi automatico - dei Fed Funds.
Bisogna però sottolineare che il sistema bancario è un sottosistema economico, e fornire liquidità alle banche non significa automaticamente fornirla al sistema economico in generale (imprese, famiglie, ecc.), in quanto le banche potrebbero scegliere di non utilizzare la liquidità, ma di depositarla invece presso la banca centrale stessa e godere di un tasso di interesse molto poco remunerativo, ma privo di rischi. L'intervento della Banca centrale può essere diretto anche all'acquisto di titoli di Stato con l'obiettivo di ridurre i costi di indebitamento dello Stato. L'intervento sul mercato dei titoli dovrebbe provocare un rialzo della domanda e quindi un incremento del prezzo, con conseguente riduzione del rendimento. Se il rendimento dei titoli pubblici è agganciato a quello dei tassi d'interesse bancari (come negli Stati Uniti per i Treasury bond a lunga scadenza), ciò provocherà un abbassamento anche di questi ultimi.
L'allentamento monetario messo in atto dalla Banca Centrale Europea è di tipo monetario, e per questo aspetto è radicalmente diverso da quello nato negli Stati Uniti, in cui il Governo Federale ha largamente utilizzato i tassi zero sul debito pubblico per un massiccio programma di stimoli all'economia reale attraverso spesa pubblica diretta, e minori tasse.

### In Giappone
Questa politica monetaria molto pervasiva, e caratterizzata da possibili effetti collaterali (vedasi iperinflazione), è stata utilizzata dalla Banca del Giappone (la banca centrale giapponese) per contrastare la deflazione che colpì il paese nipponico a cavallo tra gli anni novanta e gli anni duemila. Il 4 aprile 2013 la Banca del Giappone ha annunciato di voler incrementare il suo programma di acquisto di titoli di 1400 miliardi di dollari in due anni. La banca spera con ciò di far passare il Paese da una situazione di deflazione ad una d'inflazione, contando di non superare il 2% d'inflazione. L'ammontare degli acquisti è così ampio che ci si attende di dover raddoppiare la fornitura di moneta. Questa politica va sotto il nome di Abenomics, un neologismo composto dal termine inglese economics e dal cognome dell'ex Primo Ministro giapponese, Shinzō Abe.

### Negli Stati Uniti
Negli anni 2000, durante la crisi finanziaria e la successiva crisi economica mondiale, la Federal Reserve ha fatto ricorso a tale politica. In particolare, la Federal Reserve statunitense iniziò nel marzo 2009 una manovra di alleggerimento quantitativo. Il sostegno della FED è stato imponente: il bilancio si è quintuplicato da 870 miliardi di dollari del 2008 a 4430 miliardi a settembre 2015. Ugualmente il debito del bilancio federale è passato da 10.720 mld di dollari nel 2008 a 19.042 nel 2015 dal 72% al 105% del PIL degli Stati Uniti, con un deficit federale al 4.2% del pil, e in saldo primario al netto degli interessi pari al -2,17% del PIL, accumulando un -48,7% nel periodo 2008-2015. La FED ha acquistato titoli federali per 1983 mld di dollari sul mercato, altri 744 per mortgage related securities (MRS, mutui immobiliari subprime), e 1737 per mortgage backed securities (mutui immobiliari sottostanti) di titoli in portafoglio alle agenzie federali che hanno ridotto l'esposizione da 3210 mld nel 2008 a 1963 mld nel 2015. A valle di questo massiccio intervento federale e della banca centrale in disavanzo, la disoccupazione è scesa sotto il 5%, il pil cresce del 2% pieno, si è dimezzato il deficit della bilancia dei pagamenti al -2,2% del PIL, e i corsi di Wall Street sono tornati ai livelli precrisi.

### Nell'Unione europea
La BCE, invece, al fine di perseguire il suo primario obiettivo statutario (stabilità dei prezzi e tasso di inflazione non superiore al 2%), inizialmente decise di non ricorrere a operazioni di alleggerimento quantitativo, limitandosi ad acquisti minimi di attività finanziarie (soprattutto bond), sostenuti attraverso aste di liquidità e non attraverso l'emissione di nuova moneta.
Tuttavia, a fine 2011, anche la BCE ha iniziato a effettuare operazioni di rifinanziamento a lungo termine, cosiddette "LTRO", in due aste, aperte alle banche commerciali, condotte a dicembre 2011 e febbraio 2012, per un totale di circa mille miliardi di euro. A differenza però dell'alleggerimento quantitativo vero e proprio, la moneta creata per i LTRO ha una scadenza (al massimo tre anni): questo perché le operazioni di rifinanziamento rese disponibili alle banche contemplano la restituzione dei prestiti, e la conseguente diminuzione delle dimensioni del bilancio della BCE.
Nel 2012, la BCE raggiunse la massima espansione dell'attivo, mai avuta nella sua storia: 3.000 miliardi di euro. L'effetto delle politiche monetarie cosiddette "non convenzionali" (quantitative easing, buy-back dei titoli di debito) fu lo stimolo degli investimenti di tipo finanziario, ma non di tipo produttivo, con una crescita nulla del PIL reale e dell'occupazione. È anche difficile stimare l'effetto differenziale, cosa è stato evitato grazie a queste politiche monetarie, e quali effetti un crollo delle Borse avrebbe avuto sull'economia reale.
Il timore legato a una politica di tassi zero è quello di innescare nelle Borse bolle speculative che rapidamente escono dalle possibilità di controllo delle banche centrali.
Per il persistere, però, di condizioni di stagnazione, e l'aggiunta del rischio di deflazione, nel corso del 2014 la BCE ha considerato con sempre maggiore forza la possibilità di iniettare liquidità netta, e non più "sterilizzata", nel circuito economico europeo. Questo dapprima si è verificato con l'implementazione, decisa a giugno 2014, di un piano di TLTRO (targeted LTRO), un finanziamento bancario a lungo termine questa volta finalizzato al supporto creditizio di imprese del settore non finanziario (dell'"economia reale"), i cui risultati sono però stati minori delle attese. A questo punto, visto il persistere della stretta creditizia e l'esaurimento delle politiche monetarie convenzionali (abbassamento dei tassi di interesse allo zero, tasso di interesse negativo per i depositi presso la stessa BCE), è stato considerato con sempre maggior consenso la decisione di un vero alleggerimento quantitativo nella zona euro.
Il 22 gennaio 2015, il governatore Mario Draghi annunciò al Forum economico mondiale che la BCE avrebbe acquistato titoli di debito pubblici e privati a partire da marzo 2015 almeno fino a settembre 2016 al ritmo di 60 miliardi di euro/mese, e comunque fino a quando il tasso di inflazione nell'eurozona sarebbe tornato ad avvicinarsi al 2%.
La BCE comprerà sul mercato secondario titoli emessi dai governi o dalle istituzioni europee. I titoli di debito pubblico degli Stati membri dell'eurozona saranno acquistati in proporzione alle quote del capitale sociale della BCE detenute dalle rispettive banche centrali nazionali, allocando il 92% del relativo rischio sui singoli istituti nazionali (che scende all'80% se si considerano anche gli acquisti dei titoli di debito pubblico delle istituzioni europee).
Le norme a livello europeo non vietano l'utilizzo del quantitative easing per finanziare spese militari, né richiedono un'autorizzazione preventiva in merito da parte delle istituzioni politiche.
I rendimenti di molti titoli dei Paesi del “centro” dell'eurozona sono scesi sotto il -0,20% del tasso sui depositi delle banche presso la BCE stessa, limite minimo di intervento. Le banche e intermediari finanziari possono optare se vendere i titoli di debito alla BCE, oppure tenerli in deposito presso la stessa ad un determinato tasso di interesse (aggiuntivo rispetto a quello del titolo di debito pubblico). La BCE stima l'inflazione nell'Eurozona all'1,5% nel 2016 e all'1,7% nel 2017, sotto l'obiettivo iniziale del 2%, rendendo probabile una proroga del QE in scadenza a settembre 2016 di un ulteriore anno. Da mesi il QE è stato esteso dall'acquisto di titoli di stato a quello di obbligazioni emesse da società per azioni private a prevalente partecipazione pubblica intervenendo in questo modo massicciamente nell'economia reale. Per l'Italia sono oggetto di acquisto obbligazioni di CDP, Snam, Terna, Enel, Ferrovie dello Stato Italiane.
Il 4 dicembre 2015 il  Board della BCE ha approvato la fase 2 del programma di quantitative easing. Il QE2 consiste in un prolungamento degli stimoli monetari per altri sei mesi, fino a marzo 2017, a parità di "potenza" dello stimolo, 60 miliardi di euro al mese, con l'acquisto esteso ai titoli emessi dagli enti locali, e il tasso dei depositi bancari presso la BCE, già negativo, ulteriormente sceso dal -0.2 al -0.3%.
Il 10 marzo 2016 la BCE ha deciso a maggioranza, con voto contrario della Germania, di portare da 60 a 80 miliardi di euro l'importo mensile di acquisto col Quantitative Easing, già a partire da Aprile 2016; di estendere l'acquisto a titoli non governativi, emessi da società private non bancarie, aventi rating superiore a BBB-; di mantenere allo 0% il tasso di interesse di riferimento, di abbassare il tasso sui depositi dal -0,3% al -0,4%, sempre in area negativa, decisioni senza precedenti nella storia della BCE, con effetti di svalutazione sul cambio euro/dollaro; rispetto alle aste trimestrali TLTRO (Targeted long term refinancing operations) a partire da Giugno 2016, il limite per prestare liquidità alle banche sale dal 7% di alcuni impieghi -previsto fin dal loro inizio, a settembre 2014- al 30% del totale volume impieghi risultanti a bilancio 2016, escludendo dal conteggio i mutui per non alimentare una pericolosa bolla immobiliare. Se le banche aumentano gli impieghi verso le imprese almeno il 2,5% all'anno, ottengono liquidità da rimborsare in 4 anni ad un tasso compreso fra lo 0 e il tasso overnight interbancario, ora allo 0.40%, di importo illimitato a priori, se non da successivi interventi.
Il 25 ottobre 2017 la BCE ha prolungato il Qe di altri 9 mesi, sino a settembre 2018, dimezzando tuttavia l'entità della misura che da gennaio 2018 a settembre sarà pari a 30 miliardi di euro al mese.
Il 14 giugno 2018 la BCE ha esteso ulteriormente il Qe per tutto il 2018. Nei mesi di ottobre, novembre e dicembre 2018, gli acquisti netti mensili sono stati di 15 miliardi di euro al mese. Le operazioni di acquisto si sono concluse il 31 dicembre 2018.
Nel dicembre 2018, la Corte di Giustizia Europea si è pronunciata a favore della legittimità del quantitative easing e del programma avviato nel 2015, definendo il primo come uno strumento di politica monetaria avente effetti indiretti di politica economica, e il secondo come un intervento giustificato dalla "necessità di preservare un margine di sicurezza per prevenire l’eventuale comparsa di un rischio di deflazione".

#### Regno Unito pre-Brexit
In coordinamento con altre banche centrali, la Bank of England ha operato da marzo 2009 a gennaio 2010 un programma di quantitative easing per l'acquisto di 200 miliardi di sterline di titoli di debito, principalmente titoli di debito pubblico.
Nel discorso tenutosi il 18 settembre 2015 alla camera di commercio di Portadown, in Irlanda del Nord, il capo economista della banca di Inghilterra, ha dichiarato che l'istituto potrebbe abbassare i tassi sotto lo zero per combattere la prossima recessione oltre a favorire una drastica limitazione all'uso del contante in favore della moneta elettronica anche attraverso tecnologie già diffuse come il bitcoin.

## Dibattito sugli effetti
Una politica monetaria espansiva, allo scopo di stimolare la crescita economica e l'occupazione, tipicamente coinvolge le banche centrali nell'acquisto di titoli governativi con scadenza a breve termine, per abbassare gli interessi medi di breve termine presenti sul mercato. Tuttavia, quando gli interessi a breve termine sono prossimi al valore di zero, questo metodo non può più essere efficace per lungo tempo. In simili circostanze, le autorità monetarie possono continuare a ricorrere al quantitative easing per stimolare ulteriormente l'economia, tramite l'acquisto di attività aventi scadenza con orizzonte temporale più esteso di quelli a breve a termine, portando gli interessi di lungo termine al di fuori della curva dei rendimenti.
Punti a favore:
- Il quantitative easing è uno strumento in grado di assicurare la permanenza dell'inflazione al di sopra di un certo valore-obiettivo.[34]
- Il quantitative easing ha mitigato i rischi e contribuito a tenere sotto controllo vari problemi durante la crisi globale del 2007-2008.[35][36][37].

Rischi connessi:
- Il rischio di questa politica monetaria è il fatto che si riveli più efficace del previsto contro la deflazione nel lungo termine, portando ad un eccesso di inflazione a causa dell'aumento dell'offerta di moneta[38][39]: a prescindere dal quantitative easing è pure da notare che questa dinamica deflazione-inflazione è propria e tipica della deflazione in sé, se è vero che storicamente a un periodo di deflazione è generalmente seguito uno di inflazione (o iperinflazione).
- Il quantitative easing dall'acquisto iniziale di titoli governativi può essere progressivamente esteso all'acquisto di attività finanziarie dalle banche del sistema (come crediti in sofferenza e tossici), e società di capitali private, con effetti positivi sulla struttura di bilancio di queste ultime. Gli strumenti di politica monetaria cosiddetti "convenzionali", invece, prevedono che la banca centrale operi il controllo della base monetaria attraverso le operazioni di mercato aperto nel mercato interbancario (acquisto di titoli di Stato per immettere moneta e abbassare i tassi), e che la compravendita dei titoli governativi si svolga in apposite aste regolamentate aperte agli investitori istituzionali, in vista del successivo collocamento nel mercato secondario.